# Горностай в геральдике
Горноста́й — естественная негеральдическая гербовая фигура.
Символизировал чистоту, поскольку «маленький этот зверёк до того чистоплотен, что лучше даст себя поймать, чем перейдёт через мокрое и нечистое место, чтобы не замарать своего хорошенького меха».
В светской живописи горностай символизировал добродетель и целомудрие изображённой модели.

## История
Символика горностая — чистота и постоянство, как нельзя лучше подходит чистоте масти, то есть престижу дворянского рода и ради того, чтобы не запятнать его, без колебаний жертвовать своею жизнью.
«Лучше умереть, чем лишиться чести» — гласил девиз ордена Горностая, учреждённый в 1483 году Фердинандом Неаполитанским наподобие ордена Горностая, основанного в 1381 году герцогом Британии Жаном V. Изображение горностая часто сопровождалось девизом Malo mori quam foedari («лучше умру, чем запятнаю себя») или Potius mori quam feodari («лучше смерть, чем позор» — девиз Бретани). 
Святые девы, в особенности Урсула, изображались в мантиях и накидках, отороченных горностаевым мехом.

## Блазонирование
Горностаевый мех издавна служил символом власти и господства и употреблялся для подбивки мантий государей, князей, герцогов и других владетельных лиц, а также в Средние века — для украшения щитов.

## Галерея
- Герб Чулымского района
- Герб Тарского района
- Герб Усольского района
- Герб Верхнеуральска
- Герб Верхнеуральского района
- Герб Нижней Салды
- Герб Мишелёвского муниципального образования
- Герб Остроботнии
- Старый герб Лапландии (Финляндия)
- Герб Лиминки (Финляндия)
- Герб Сен-Мало (Франция)
- Герб Ортера (Франция)
- Герб деревни Хёдьес (Венгрия)
- Личный герб прелата Кристофа Пьера
- Герб семьи Роме (фр. Romé)
- Герб семьи Анжелье (фр. Angeliers, Франция)

## Примечание
1. ↑  А.Б. Лакиер. Русская геральдика (1855) / [§ 14. Меха, причисляемые к геральдическим цветам. library.geraldika.ru. Дата обращения: 16 июля 2019. Архивировано 13 мая 2021 года.
2. 1 2  Сост: Джованни Санти-Мадзини. Геральдика. История, терминология, символы и значения гербов и эмблем. М. Изд: Астрель. Горностай. стр. 307. ISBN 978-5-271-10044-4.